# Pleurolidia juliae
Pleurolidia juliae is een slakkensoort uit de familie van de Pleurolidiidae. De wetenschappelijke naam van de soort is voor het eerst geldig gepubliceerd in 1966 door Burn.